# Mercato (film)
Pour les articles homonymes, voir Mercato (homonymie).
Pour plus de détails, voir Fiche technique et Distribution.
Mercato est un film français réalisé par Tristan Séguéla et sorti en 2025.

## Synopsis
Dans le football moderne, qui génère des milliards d'euros, le mercato est une période très importante, un monde où les enjeux financiers atteignent des sommets vertigineux. Driss Berzane est un agent de joueurs au bord du précipice. Il est au bord de la faillite, n'a plus d'appartement et dort dans son bureau. Surtout, Demba — un homme peu fréquentable — lui réclame 300 000 euros pour l'avoir jadis aidé au transfert de Mehdi Bentarek au Paris Saint-Germain. Demba lui donne 8 jours pour le payer. Avant ce délai et avant la clôture du marché des transferts, Driss va tout tenter pour trouver la somme prouver qu'il est toujours un bon agent. Il doit gérer en parallèle la carrière et la vie de ses clients, principalement celle de Mehdi, blessé depuis un an et contrôlé positif à la cocaïne. Driss s'occupe également du jeune Erwin, pépite de 12 ans repérée par un grand club de Salzbourg. Pour se refaire, Driss tente aussi de signer Félix Gassama, star du Real Madrid, dont l'agent vient de décéder. Il traite ainsi en coulisses avec le frère du joueur, Victor. Par ailleurs, Driss doit gérer sa vie privée et la présence de son fils Abel, qui voit d'un mauvais œil le métier de son père et l'aspect mercantile du football.
Mais l'agent rencontrera des échecs en cette fin de mercato : le transfert de Mehdi Bentarek à Lille est annulé après que ce dernier a couché avec la fiancée du capitaine de l'équipe lilloise, Erwin refuse de quitter Paris pour une carrière professionnelle à Salzbourg et Félix Gassama refuse le plus gros contrat de l'histoire avec un club saoudien pour rester à Madrid. Ce n'est qu'au dernier jour du mercato que Driss parvient à trouver un accord pour envoyer Mehdi à Naples. Mais pour cela, le joueur devra jouer le match avec le PSG avec qui il n'a pas joué depuis un an, sous le regard du directeur sportif de Naples voulant l'acheter, de Driss et de la bande de Demba...

## Fiche technique
Sauf indication contraire, les informations mentionnées dans cette section peuvent être confirmées par la base de données cinématographiques Unifrance,  présente dans la section « Liens externes ».
- Titre original : Mercato
- Réalisation : Tristan Séguéla
- Scénario : Olivier Demangel et Thomas Finkielkraut, d'après l'idée de Jamel Debbouze
- Musique : Amine Bouhafa
- Décors : François-Renaud Labarthe
- Costumes : Elfie Carlier
- Photographie : Romain Carcanade
- Son : Guadalupe Cassius, Anne Gibourg et Nicolas Provost
- Montage : Jean-Baptiste Beaudoin et Julia Maby
- Production : Alain Goldman
  - Production exécutive : Cyrille Bragnier
  - Production associée : Axel Decis
- Sociétés de production : Pitchipoï Productions, en coproduction avec Kissfilms, Logical Content Ventures, Pathé Films et TF1 Films Production
- Sociétés de distribution : Pathé Films (France) ; Pathé Films AG (Suisse)
- Budget : 13,3 millions d'euros[1]
- Pays de production :  France
- Langue originale : français
- Format : couleur
- Genre : comédie dramatique, sport, thriller[2]
- Durée : 122 minutes[3]
- Dates de sortie[4] :
  - France : 15 janvier 2025 (avant-première à Lyon)[5] ; 19 février 2025 (sortie nationale)
  - Suisse romande : 19 février 2025

## Distribution
- Jamel Debbouze : Driss Berzane
- Monia Chokri : Lina Fedjari
- Hakim Jemili : Mehdi Bentarek
- Milo Machado-Graner : Abel Berzane
- Vincent Rottiers : Vincent
- Stéphane Bak : Victor Gassama
- Birane Ba : Félix Gassama
- Marie Papillon : Vanessa
- Dadi : Rodrigue (voix)
- Alix Desmoineaux : Foxy Blue
- Kalash : lui-même
- Zoé Marchal : la réalisatrice du clip
- Ismaël Sy Savané : Demba
- Youssef Tounzi : Salman El faraj
- Aaliyah Lexilus : Cécile Bamba
- Jérôme Alonzo : lui-même
- Olivier Ménard : lui-même
- Mamadou Sakho : un joueur aux obsèques
- Joaquim de Almeida : Nascimento

## Production
En janvier 2024, Jamel Debbouze est choisi comme tête d'affiche d'une comédie sur le football, intitulée Mercato et réalisée par Tristan Séguéla. Le script est écrit par Olivier Demangel et Thomas Finkielkraut, d'après une idée originale de Jamel Debbouze,.
Le tournage a lieu entre mai et juin 2024 en Île-de-France,.

## Sortie
Mercato est présenté en avant-première au Pathé Bellecour, à Lyon, au début de la soirée du 15 janvier 2025, avec la présence de l'humoriste Jamel Debbouze et du réalisateur Tristan Séguéla. Il est de nouveau projeté à Lyon, le 31 janvier, dans le cadre des rencontres Sport, littérature et cinéma à l'Institut Lumière, en présence de Tristan Séguéla.
Ce film est considéré comme un échec au box office avec seulement 227 000 spectateurs pour un budget de 13,3 millions d'euros. 
La sortie française était initialement prévue en novembre 2024, puis décembre,, avant d'être décalée au 19 février 2025.

## Clins d’œil
On peut apercevoir un extrait — créé pour les besoins du film — de l'émission L'Équipe du soir présentée par Olivier Ménard entouré des chroniqueurs Jérôme Alonzo, Pia Clemens, Nabil Djellit, Hervé Penot et Frédéric Verdier. Aux obsèques, on peut par ailleurs apercevoir Mamadou Sakho.

## Distinction

### Sélection
- Rencontres Sport, littérature et cinéma 2025 (Lyon)[3],[11]